# Historia de la Argentina desde 2023
La historia de la Argentina a partir de 2023 (o Argentina en la Actualidad) se inició con la elección de Javier Milei, candidato de la coalición La Libertad Avanza en el balotaje de las elecciones presidenciales de 2023, el 19 de noviembre. Por primera vez en la historia electoral argentina, desde que se estableció la ley Sáenz Peña en 1912, la fuerza política triunfante no incluyó a la Unión Cívica Radical ni al Partido Justicialista. Milei derrotó tanto al peronismo como al macrismo, con una ideología descrita por medios y académicos como de extrema derecha, conservadora o ultraconservadora en lo social, y neoliberal o libertaria en lo económico, aunque Milei se autoidentifica como liberal-libertario, anarcocapitalista en la teoría y minarquista en la práctica. En lo económico, el programa electoral de Milei tenía propuestas como la dolarización, la eliminación del Banco Central y una política económica de privatizaciones y reducción masiva del gasto público. Luego de la primera vuelta electoral y de cara al balotaje realizado el 19 de noviembre de 2023, Milei logró llegar un acuerdo con el expresidente Mauricio Macri, anunciándose que varias figuras del macrismo serían designadas en altos puestos claves del gobierno. Con la conformación del gabinete, se sumaron como ministros Patricia Bullrich y Luis Petri, que habían sido los candidatos a presidente y vicepresidente, respectivamente de Juntos por el Cambio (macrismo).
En los primeros seis meses de su presidencia, Milei realizó una profunda reforma de las leyes y el Estado, y ejecutó una política de shock, devaluando el peso un 100% y reduciendo drásticamente el gasto público, para obtener superávit fiscal y reducir la inflación. Simultáneamente se redujo severamente el poder adquisitivo de los salarios y las jubilaciones, la economía entró en recesión y aumentó la indigencia, la pobreza y la desocupación. Internacionalmente, rechazó la aprobación del ingreso de Argentina a los BRICS y adoptó una actitud de reticencia ante el Mercosur, a la vez que se alineó incondicionalmente con el Estado de Israel, y con el gobierno de Estados Unidos, específicamente con el de Donald Trump.

## Elecciones presidenciales de 2023

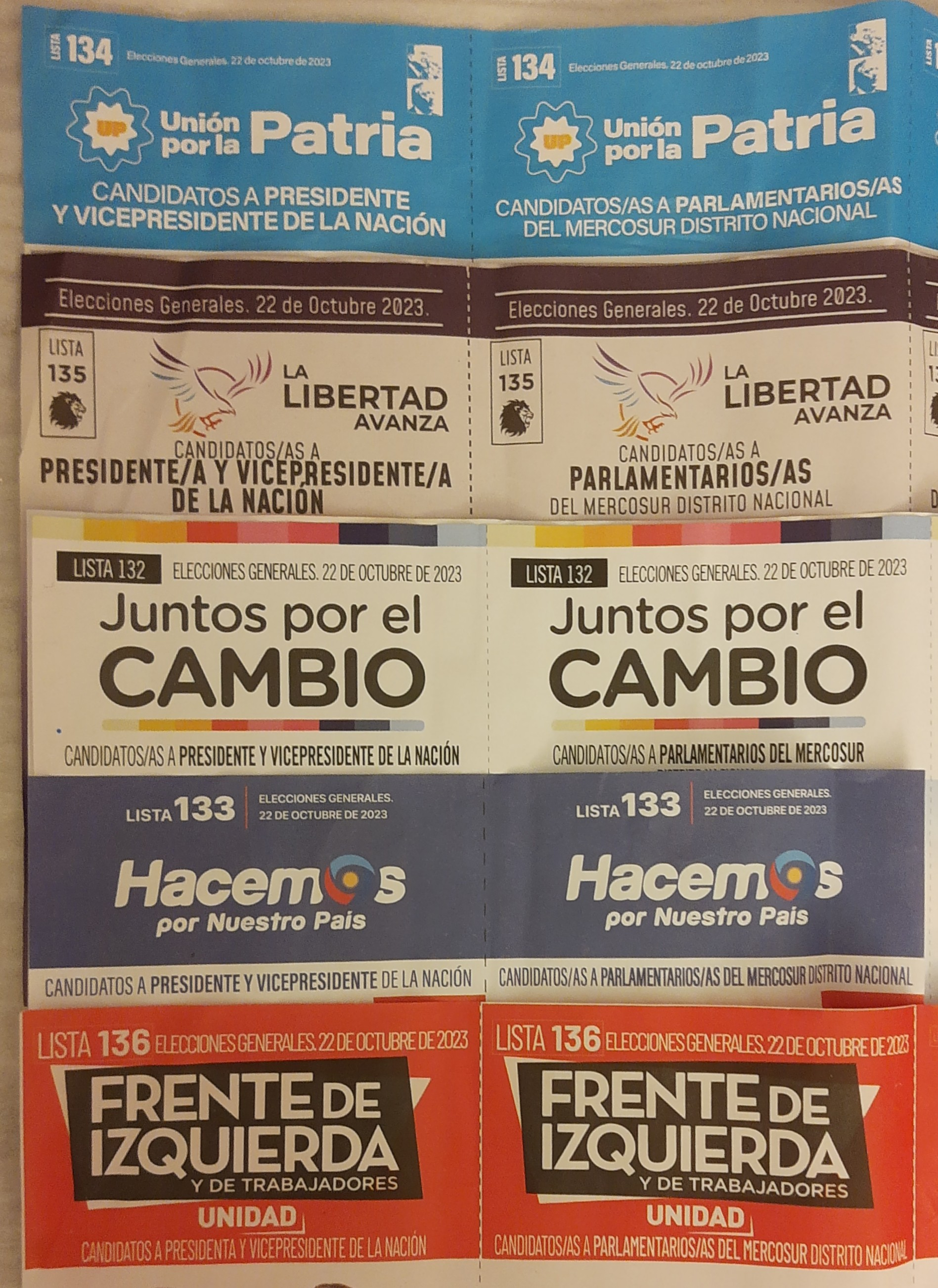
Boletas utilizadas durante las elecciones generales del 22 de octubre.

En las elecciones generales del 22 de octubre, la coalición Unión por la Patria integrada entre otras fuerzas por el Partido Justicialista resultó la fuerza más votada, garantizando ser la primera fuerza en el Congreso Nacional, a la vez que obtuvo nueve gobernaciones provinciales, entre ellas la Provincia de Buenos Aires, que concentra un tercio de la población nacional.
En la elección a presidente de la Nación salió primero Sergio Massa de Unión Por la Patria con 36,6% y segundo Javier Milei, de La Libertad Avanza, con 29,9%. Debido a que ningún candidato alcanzó el 45% de los votos o el 40% y más de 10 puntos de diferencia con el segundo, ambos debieron competir en un balotaje.
El 19 de noviembre de 2023 se realizó el balotaje y ganando la fórmula Milei-Villarruel con el 55,69% de los votos, sobre el 44,31% de la fórmula Massa-Rossi, imponiéndose en 20 de los 24 distritos. Milei ganó la elección presidencial, pero quedó como tercera minoría en ambas cámaras del Congreso Nacional y no ganó ninguna provincia. Como segunda fuerza parlamentaria quedó Unión por la Patria. Como tercera fuerza parlamentaria quedó Juntos por el Cambio, aunque luego de la primera vuelta electoral un sector de esta coalición, principalmente del PRO, manifestó su apoyo a Milei, causando la virtual disolución de la alianza en el Congreso con la Unión Cívica Radical y la Coalición Cívica ARI.
La Libertad Avanza presentó a la justicia una plataforma electoral con orientación plena al liberalismo y sosteniendo que "sus instituciones fundamentales son los mercados libres de intervención del Estado, la libre competencia, la división del trabajo y la cooperación social". Luego de elogiar "la matriz productiva de principios del siglo pasado" y criticar los gobiernos "populistas" y "totalitarios" que le siguieron, sostuvo que era necesario en Argentina una "reforma integral" que estima debería realizarse en tres etapas, que en total llevarían 35 años.
En la primera etapa, Milei propone realizar "un fuerte recorte del gasto público del Estado y una reforma tributaria que empuje una baja de los impuestos, la flexibilización laboral para la creación de empleos en el sector privado y una apertura unilateral al comercio internacional. Ello acompañado por una reforma financiera que impulse una banca libre y desregulada junto a la libre competencia de divisas". Para la segunda etapa propone eliminar el Banco Central, recortar el gasto del Estado en jubilaciones, establecer un régimen de jubilaciones privadas y comenzar a eliminar planes sociales., una reforma tributaria tendiente a la disminución de la presión fiscal, un realineamiento geopolítico con el mundo occidental, una política de desarrollo social basada en la teoría del capital humano y un plan de libre competencia de monedas que significaría la eliminación del Banco Central.
La plataforma de gobierno también incluye expandir la industria naval, nuclear y el turismo, promover la tecnología aplicada a los sectores primarios, expandir el sistema ferroviario. En materia educativa su primera propuesta es crear un «sistema de vouchers cheque educativo». La plataforma incluye un amplio capítulo sobre «Seguridad nacional y reforma judicial», con el fin de resolver la situación actual de la justicia que considera «colapsada», construcción de cárceles, militarización de los institutos penitenciarios, endurecimiento de las condiciones de encarcelamiento, «desregulación del mercado legal de armas», amplio plan de inversión en tecnología para el control, de las fronteras, así como «promover una Doctrina de Seguridad Nacional», integrar los subsistemas de defensa y seguridad militares y no militares, creación de un Fondo Nacional de Seguridad.
Entre los símbolos y promesas de campaña, Milei utilizó la motosierra como expresión de su voluntad de reducir sustancialmente el Estado, la lucha contra la «casta política», la eliminación del Banco Central, la definición de los impuestos como «un robo» y la dolarización del país.

## Presidencia de Javier Milei

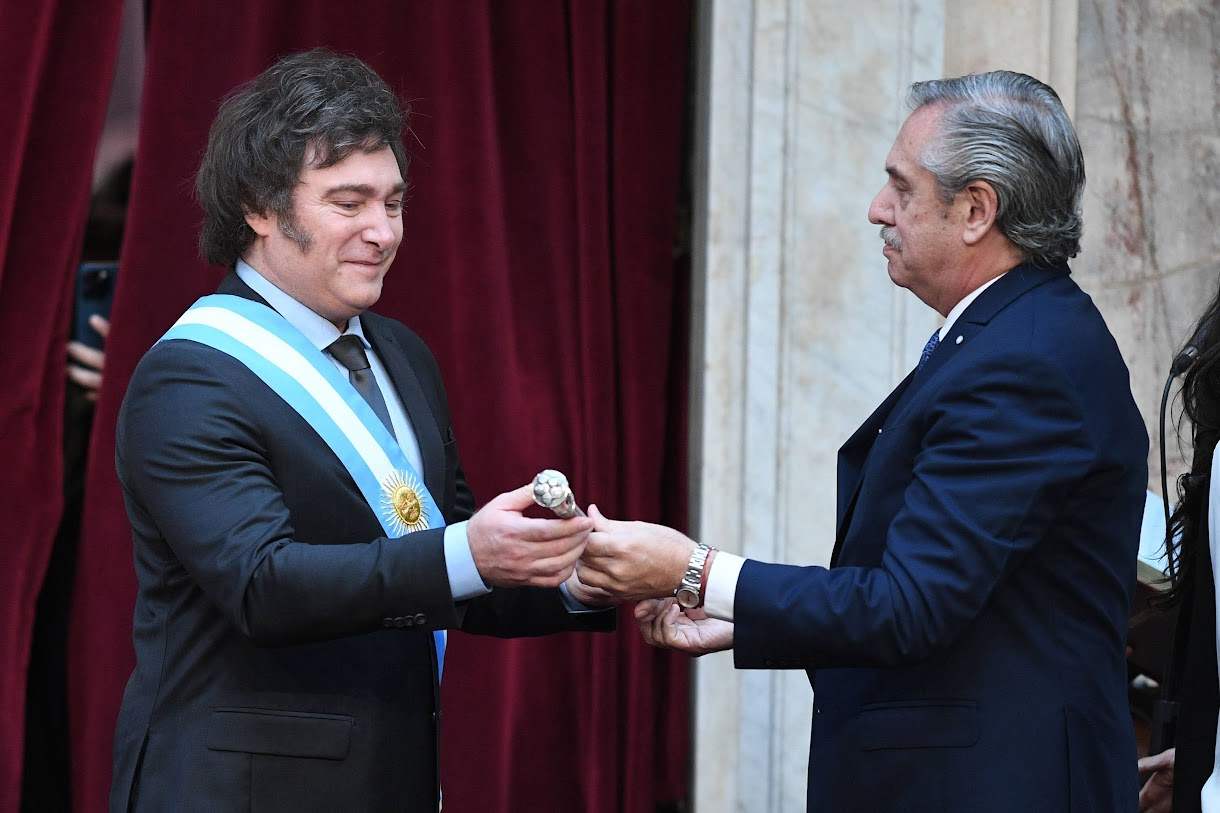
Javier Milei recibiendo el bastón presidencial por parte del presidente saliente, Alberto Fernández.

Javier Milei comenzó su presidencia el 10 de diciembre de 2023, en un contexto socioeconómico extremadamente delicado. En su primer discurso como presidente de la Nación, en las escalinatas del Congreso de la Nación, invocó la ayuda de «las fuerzas del cielo» y anticipó que las políticas de ajuste fiscal generarían un período de «estanflación», un término derivado del inglés stagflation, que combina las palabras stagnation (estancamiento económico) e inflation (inflación creciente). Como consecuencia del drástico recorte del gasto público y del «shock» económico, explicó que, a corto plazo, la situación empeoraría, afectando negativamente la actividad económica y demás variables socioeconómicas, pero que el ajuste, del cual «no hay alternativa», recaería sobre el Estado y no sobre el sector privado, asegurando que estas medidas sentarían las bases para una futura recuperación y un crecimiento sostenible. Sostuvo también que «se acabó con el siga-siga de los delincuentes», y que su gobierno abrazaría «las ideas de la libertad, esas ideas que se resumen en la definición del liberalismo de nuestro máximo prócer de las ideas de la libertad, el profesor Alberto Benegas Lynch, hijo que dice que “el liberalismo es el respeto irrestricto del proyecto de vida del prójimo basado en el principio de no agresión, en defensa del derecho a la vida, a la libertad y a la propiedad, cuyas instituciones fundamentales son la propiedad privada, los mercados libres de intervención estatal, la libre competencia, la división del trabajo y la cooperación social”. En esa frase de 57 palabras está resumida la esencia del nuevo contrato social que eligieron los argentinos».

### Primeros decretos
La primera medida de Javier Milei, al llegar al despacho presidencial luego de su investidura, fue la firma del decreto 8/2023, que redujo la cantidad de ministerios de 18 a 8 (Interior, Economía, Comercio Internacional y Relaciones Internacionales, Capital Humano, Seguridad, Defensa, Salud y Justicia), las secretarías a 17.
La segunda medida fue el Decreto de Necesidad y Urgencia 2023-70-APN-PTE denominado Bases para la Reconstrucción de la Economía Argentina que fue un DNU emitido el 20 de diciembre de 2023. El mismo fue firmado en pleno por el Jefe de Gabinete y los nueve ministros del gobierno. Fue anunciado a través de cadena nacional en horario central de la hora 21:00 local (00.00 GMT del jueves), por el presidente Milei, rodeado de todos sus ministros. El decreto, que contenía 366 artículos, sancionaba la «emergencia pública» en la Nación por el plazo de dos años, hasta el 31 de diciembre de 2025, y planteaba la desregulación de la economía y buscaba transformar en sociedades anónimas todas las empresas estatales para su privatización. El 30 de enero de 2024 la Cámara Nacional de Apelaciones del Trabajo declaró la inconstitucionalidad de todo el Título IV (artículos 53 a 97), dedicado a las normas laborales, por ser contrario al art. 99, inc. 3.º, de la Constitución Nacional. Otros fallos judiciales suspendieron otros aspectos del DNU, al considerarlo inconstitucional.
Debido al ajuste fiscal en los tres primeros meses de su gobierno, el PBI se redujo un 5,1% interanual, y en sus primeros seis meses se duplicó la indigencia (pobreza extrema), alcanzando al 18% de la población (7,8 millones de personas), mientras que la población pobre subió al 55,5%.

### Protestas de 2024
El paquete de reformas fue anunciado el 24 de enero de 2024 a la vez se planificó una huelga general en todo el país (conocido como Paro Nacional) en respuesta a la reforma de Javier Milei. La embajada de Estados Unidos en Argentina mando una advertencia a los turistas estadounidenses, diciéndoles que «eviten las zonas de manifestaciones» Principalmente se manifiestan sindicatos como la CGT y organizaciones sociales.
En junio la ONU, a través de Volker Türk (Alto Comisionado de las Naciones Unidas para los Derechos Humanos) criticó las medidas tomadas contra los manifestantes, asegurando de que «corren el riesgo de socavar la protección de los derechos humanos».

### Ley Bases

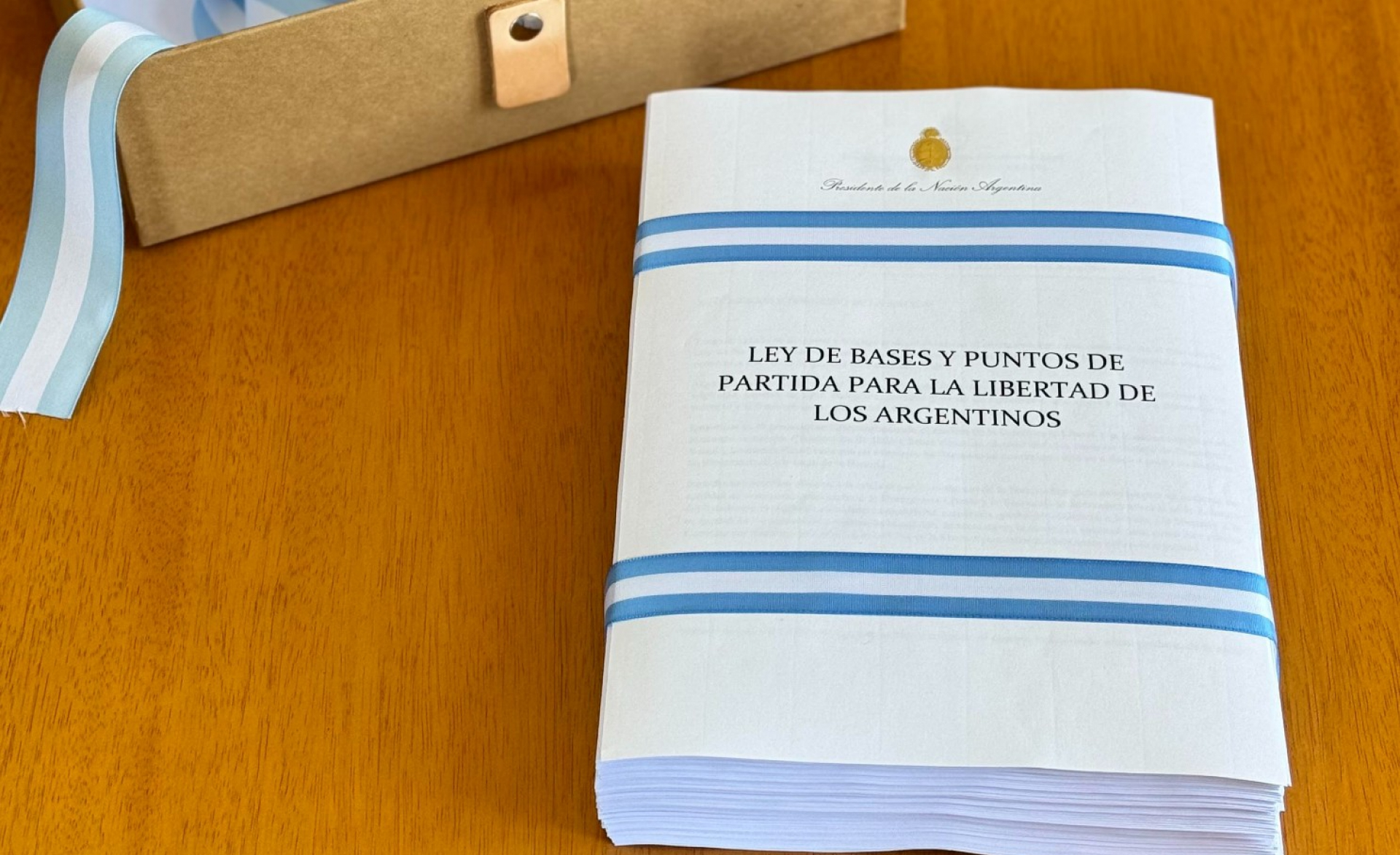
Foto de la Ley Bases.

El 12 de junio de 2024 el Congreso de la Nación Argentina aprobó la Ley Bases. Una ley ómnibus cuyo contenido era hacer una reforma fiscal, reformando el Estado, el sistema impositivo, el régimen laboral, y decenas de leyes fundamentales, ordenando privatizaciones y estableciendo un régimen especial para grandes inversiones (RIGI), y prohibición de realizar modificaciones durante 30 años. Fue promulgada al 27 de junio y entrada en vigor el 8 de julio con varios contenidos modificado.
Poco tiempo después, se creó el Ministerio de Desregulación y Transformación del Estado al mando de Federico Sturzenegger aprovechando las facultades delegadas otorgadas por la Ley Bases.

### Pacto del 25 de Mayo

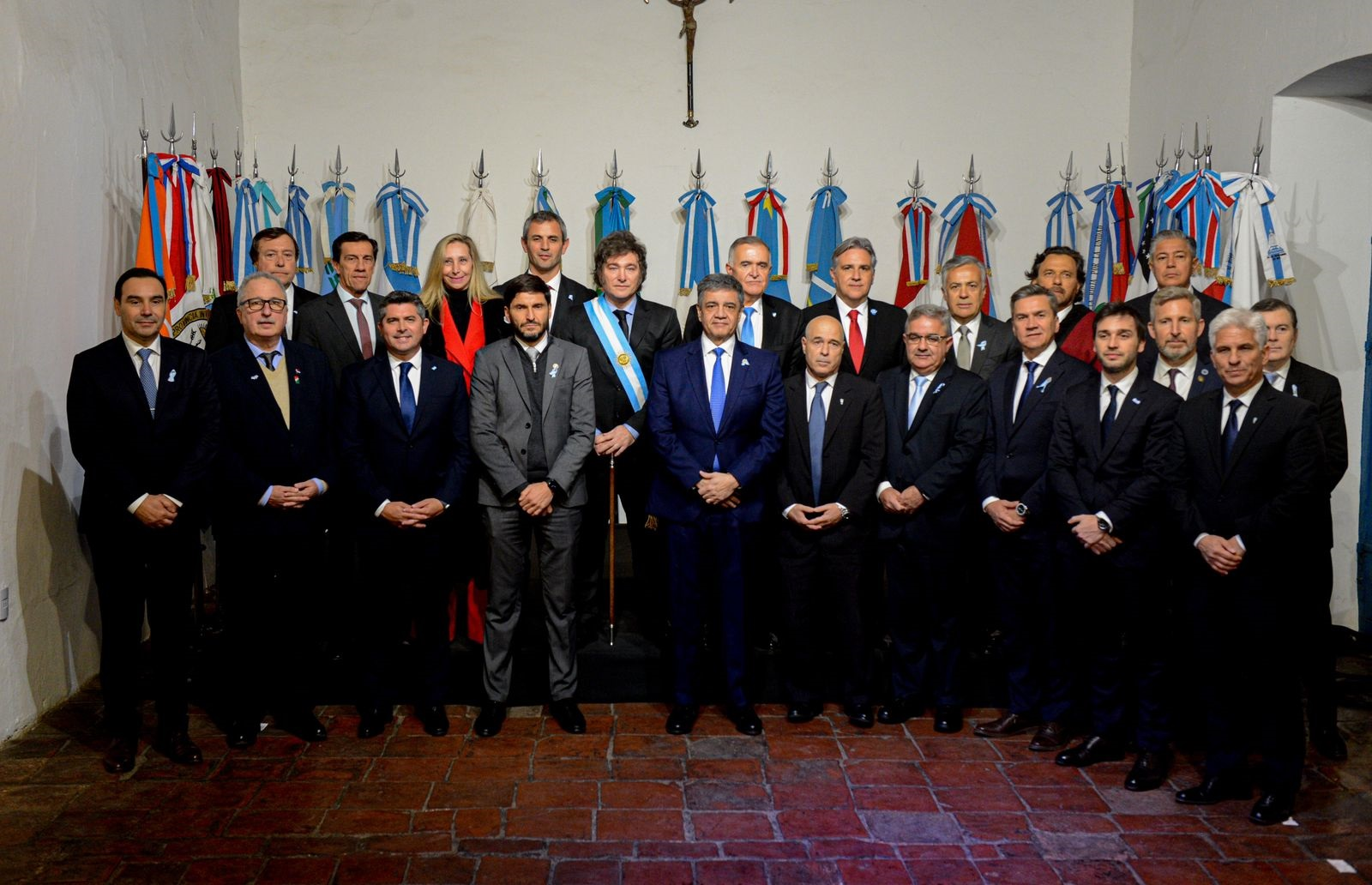
Los gobernadores junto al presidente Javier Milei, el 9 de julio de 2024.

El 1 de marzo de 2024, el presidente Javier Milei, durante la apertura del 142° período de sesiones ordinarias, anunció el Pacto de Mayo, que, a pesar de que no se llegó a la aprobación en la fecha, el pacto siguió llamándose «Pacto de Mayo» (por la Revolución de Mayo)
Luego de la aprobación de la Ley Bases y el paquete fiscal el 20 de junio, Milei anunció, durante el Día de la Bandera en Rosario, Santa Fe, que la firma del Pacto de Mayo junto a los 23 gobernadores provinciales y el jefe de Gobierno de la Ciudad de Buenos Aires, sería el 9 de julio (Día de la Independencia) en la Casa de Tucumán. 
Finalmente, en ese mismo día, el Pacto de Mayo fue firmado por 19 de los 23 gobernadores.

### Economía
Javier Milei llevó a cabo una drástica política denominada de "déficit fiscal 0", reducción del gasto público y fin de la emisión monetaria. A un año de haber asumido, la inflación interanual (diciembre 2023-noviembre 2024) sumó 166%, En el segundo semestre de 2024 la inflación anualizada en pesos se ubicó en el orden del 40%, -similar al período 2013/2021- a lo que debió sumarse una suba adicional del 85% de la inflación en dólares en 2024, que deterioró aún más el poder adquisitivo de la población.
Debido al ajuste, la economía se contrajo durante 2024, con dos sectores bien diferenciados: grandes caídas en los sectores intensivos en empleo, como la construcción, la industria y el comercio, pero al mismo tiempo alta expansión en sectores de bajo empleo, como la producción rural y minera, y el sector financiero. En base al alto crecimiento de estos últimos sectores, el FMI proyecta que la economía crecerá un 5% en 2025, aunque también advirtió sobre el gran aumento de la pobreza y la consecuencias sociales negativas.
| Mes y año       | Cifra                                              | Diferencia | Ref.                                                               |                                                                    |
| --------------- | -------------------------------------------------- | ---------- | ------------------------------------------------------------------ | ------------------------------------------------------------------ |
| diciembre 2023  | 25,5%                                              | +12,7%     | [ 46 ]                                                             |                                                                    |
| enero de 2024   | 20,6%                                              | -4,9%      | [ 47 ]                                                             |                                                                    |
| febrero 2024    | 13,2%                                              | -7,4%      | [ 48 ]                                                             |                                                                    |
| marzo 2024      | 10,9%                                              | -2,3%      | [ 49 ]                                                             |                                                                    |
| abril 2024      | 8,8%                                               | -2,1%      | [ 50 ]                                                             |                                                                    |
| mayo 2024       | 4,2%                                               | -4,6%      | [ 51 ]                                                             |                                                                    |
| junio 2024      | 4,6%                                               | +0,4%      | [ 52 ]                                                             |                                                                    |
| julio 2024      | 4,0%                                               | -0,6%      | [ 53 ]                                                             |                                                                    |
| agosto 2024     | 4,2%                                               | +0,2%      | [ 54 ]                                                             |                                                                    |
| septiembre 2024 | 3,5%                                               | -0,7%      | [ 55 ]                                                             |                                                                    |
| octubre 2024    | 2,7%                                               | -0,8%      | [ 56 ]                                                             |                                                                    |
| noviembre 2024  | 2,4%                                               | -0,3%      | [ 57 ]                                                             |                                                                    |
| diciembre 2024  | 2,7%                                               | 0,3%       | [ 57 ]                                                             |                                                                    |
|                 | Total acumulado diciembre 2023 a noviembre de 2024 | 173,19%    | Calculadora inflación acumulada diciembre 2023 a noviembre de 2024 | Calculadora inflación acumulada diciembre 2023 a noviembre de 2024 |

| Actividad económica Porcentaje de crecimiento anual al mismo mes del año anterior En azul crecimiento; en rojo reducción | Actividad económica Porcentaje de crecimiento anual al mismo mes del año anterior En azul crecimiento; en rojo reducción | Actividad económica Porcentaje de crecimiento anual al mismo mes del año anterior En azul crecimiento; en rojo reducción | Actividad económica Porcentaje de crecimiento anual al mismo mes del año anterior En azul crecimiento; en rojo reducción | Actividad económica Porcentaje de crecimiento anual al mismo mes del año anterior En azul crecimiento; en rojo reducción | Actividad económica Porcentaje de crecimiento anual al mismo mes del año anterior En azul crecimiento; en rojo reducción | Actividad económica Porcentaje de crecimiento anual al mismo mes del año anterior En azul crecimiento; en rojo reducción | Actividad económica Porcentaje de crecimiento anual al mismo mes del año anterior En azul crecimiento; en rojo reducción |
| --- | --- | --- | --- | --- | --- | --- | --- |
| Período | Sectores principales | Sectores principales | Sectores principales | Sectores principales | Sectores principales | Sectores principales | Total |
| Período | Agro | Minería | Industria | Construcción | Comercio | Hoteles y rest. | Total |
| Dic 23 | 9,1 | 8,3 | -12,3 | -12,4 | -9,8 | 9,8 | -4,2 |
| Ene 24 | 11,6 | 6,9 | -11,2 | -15,4 | -6,2 | -1,7 | -4,0 |
| Feb 24 | 4,1 | 11,0 | -8,2 | -17,1 | -3,8 | -1,8 | -3,4 |
| Mar 24 | 12,7 | 6,3 | -20,1 | -26,2 | -14,9 | -1,6 | -5,1 |
| Abr 24 | 69,8 | 9,2 | -15,5 | -25,1 | -12,9 | -8,1 | -4,2 |
| May 24 | 103,3 | 7,6 | -14,2 | -22,1 | -11,4 | -7,2 | 2,3 |
| Jun 24 | 82,4 | 4,6 | -20,4 | -23,6 | -18,6 | -7,1 | -3,9 |
| Fuente: INDEC. "Estimador mensual de actividad económica junio 2024".                                                    | | | | | | | |